# Atractylis preauxiana
Atractylis preauxiana là một loài thực vật có hoa trong họ Cúc. Loài này được Sch.Bip. mô tả khoa học đầu tiên năm 1846.